# Smithfield Foods
Smithfield Foods este o companie americană, subsidiară a grupului WH Group din China, care este cel mai mare procesator de carne de porc la nivel mondial.
Compania a fost înființată în anul 1936.
În decembrie 2008, compania a fuzionat cu firma spaniolă Campofrio, formând Campofrio Food Group.
Smithfield Foods este în prezent (aprilie 2009) cel mai mare crescător de porcine și procesator de carne de porc din lume, înregistrând venituri anuale de 11,6 miliarde USD și vânzări internaționale de peste un miliard USD.
Compania este al cincilea mare procesator de carne de vită din SUA și un actor major pe multe segmente de produse alimentare specializate cu creștere rapidă.
Smithfield are peste 51.000 de angajați în SUA și în întreaga lume, inclusiv China, Franța, Mexic, Polonia, România, Spania și Regatul Unit.
Cifra de afaceri în 2007: 12 miliarde dolari

## Smithfield Foods în România
Compania este prezentă și în România din anul 2004, când a achiziționat fostul combinat Comtim, din Timișoara
și compania Agrotorvis.
Smithfield mai deține în România compania de distribuție Agroalim, precum și un pachet de 50% la Frigorifer Tulcea.
În 2006, cifra de afaceri cumulată pentru operațiunile Smithfield în România a fost de aproximativ 100 milioane euro.
Compania are un plan de investiții de peste 850 milioane dolari în România,
din care a investit deja 600 de milioane,
din care 500 milioane în cadrul Smithfield Ferme și 100 milioane pentru partea de abatorizare - Smithfield Prod
În prezent (noiembrie 2008) Smithfield Ferme (fostul Comtim), una dintre companiile grupului Smithfield în România, are peste 1.000 de angajați.
În ceea ce privește efectivul de animale, Smithfield Ferme deține peste 350.000 de porci.